# 大羽半边旗
大羽半边旗（学名：Pteris malipoensis），为凤尾蕨科凤尾蕨属下的一个植物种。种加词 malipoensis 意为“云南省文山州麻栗坡县的”。